# 오모톨라 잘라데 에케인데
오모톨라 잘라데 에케인데(Omotola Jalade Ekeinde, MFR, 1978년 2월 7일 ~ )는 나이지리아의 배우, 가수이다. 1995년 배우로 데뷔한 이래 300편이 넘는 영화에 출연하며 램지 노아 등과 함께 '놀리우드'의 대표 배우로 자리잡았으며, 근래에는 할리우드에까지 진출하였다. 2013년 그녀는 타임 지 선정 세계에서 가장 영향력 있는 100인에 선정되기도 했다.